# Kristine Moldestad
Kristine Moldestad, née le 10 avril 1969 à Bærum, est une ancienne handballeuse internationale norvégienne. Elle a notamment évolué au Larvik HK.
Avec l'équipe de Norvège, elle participe notamment aux jeux olympiques de 1996.